# Edward Funke
Edward Grzegorz Funke (ur. 18 czerwca 1944 w Swisłoczy) – polski artysta fotograf. Członek rzeczywisty Okręgu Gdańskiego Związku Polskich Artystów Fotografików. Członek rzeczywisty i Artysta Fotoklubu Rzeczypospolitej Polskiej (AFRP). Członek Bałtyckiego Towarzystwa Fotograficznego. Twórca Bałtyckiej Szkoły Fotografii w Koszalinie. 

## Życiorys
Edward Grzegorz Funke od 1951 roku mieszka w Koszalinie. Jest absolwentem Technikum Łączności w Gdańsku i Politechniki Gdańskiej. Od 1965 roku współpracował z agendami informacyjnymi Politechniki Gdańskiej. W 1966 roku został fotoreporterem Magazynu Studentów Politechniki Gdańskiej „Kronika Studencka”. W czasie studiów był organizatorem Studenckiego Salonu Fotografii w klubie Artema, był członkiem Gdańsko-Bydgoskiej Grupy Fotograficznej HOMO i Koła Naukowego Filmu i Fotografii Politechniki Gdańskiej. W 1968 roku został instruktorem do spraw fotografii, w 1969 roku członkiem Koszalińskiego Towarzystwa Fotograficznego. W latach 1970–1975 pełnił funkcję prezesa KTF. W latach 2000–2012 był wiceprezesem Bałtyckiego Towarzystwa Fotograficznego w Koszalinie. Jest pomysłodawcą i założycielem Bałtyckiej Szkoły Fotografii, która powstała w 2009 w Koszalinie. W 2004 roku utworzył Autorską Galerię Fotografii w Koszalinie, w której prezentowano wystawy związane z „Portretem Świata”, jak również inne wystawy fotograficzne.    
Jest pomysłodawcą i realizatorem projektu fotograficznego „Portret Świata”. Dzięki niemu powstało 18 wystaw fotograficznych (prezentowanych ponad 50 razy w muzeach i galeriach na terenie Polski i Białorusi), które były pokłosiem podróży do sześciu kontynentów.     
Edward Grzegorz Funke jest autorem i współautorem wielu wystaw fotograficznych, członkiem jury w licznych konkursach fotograficznych, prowadzącym wielu warsztatów, plenerów, spotkań i sympozjów fotograficznych. Wielokrotnie publikował swoje fotografie (m.in.) w prasie specjalistycznej: Foto, Biuletyn Fotograficzny.     
Jest laureatem nagrody Prezydenta Miasta Koszalina za osiągnięcia w dziedzinie twórczości artystycznej (2005). Wyróżniony Medalem Ludzie dla Ludzi Stowarzyszenia Solidarni Plus, Koszalińskim Orłem 2011 – za promocję Koszalina na świecie i świata w Koszalinie oraz Medalem Ignacego Paderewskiego – za wybitne działania kulturalne w zakresie fotografii dokumentalnej, wręczonym na wniosek Stowarzyszenia Inżynierów Polskich „Polonia Technica” w USA. W 2012 roku został laureatem nagrody „Pro Arte”, przyznanej przez Marszałka Województwa Zachodniopomorskiego, za osiągnięcia w dziedzinie twórczości artystycznej.    
Od 2009 roku jest przewodniczącym Rady Kultury przy Prezydencie Miasta Koszalina. Prace Edwarda Funke znajdują się w zbiorach Biblioteki Głównej Politechniki Gdańskiej, Muzeum Zamku Książąt Pomorskich w Darłowie, Muzeum Historyczno-Przyrodniczego w Świsłoczy (Białoruś).
W 2004 roku został przyjęty w poczet członków Fotoklubu Rzeczypospolitej Polskiej Stowarzyszenia Twórców. W 2010 roku został członkiem rzeczywistym Okręgu Gdańskiego Związku Polskich Artystów Fotografików. 

## Odznaczenia
- Brązowy Medal „Zasłużony Kulturze Gloria Artis” (2014)[26][27]
- Złota Odznaka Honorowa Gryfa Zachodniopomorskiego (2014)
- Medal Ignacego Paderewskiego (2010)
- Odznaka „Zasłużony Działacz Kultury” (2004)
- Złoty Medal „Zasłużony dla Fotografii Polskiej”[26]

Źródło